# Michael J. Massimino
Michael James Massimino est un astronaute américain né le 19 août 1962.

## Biographie
Massimino est né le 19 août 1962 à Oceanside, New York. Sa ville natale est Franklin Square, New York. Massimino est diplômé de H. Frank Carey Junior-Senior High School à Franklin Square, New York en 1980. Il a continué à fréquenter l'Université de Columbia, en obtenant un baccalauréat en génie industriel en 1984. Il a ensuite étudié au Massachusetts Institute of Technology. Diplômé en maîtrise en génie mécanique et diplômé de maîtrise en technologie et politique publique en 1988. Il a poursuivi ses études au MIT, a obtenu un diplôme en génie mécanique en 1990 et un doctorat en philosophie en génie mécanique en 1992.
Il est le premier astronaute à avoir utilisé Twitter depuis l'espace. 

## Vols réalisés
- Columbia STS-109, lancée le 1er mars 2002 : 4e mission de maintenance du télescope spatial Hubble.
- Atlantis STS-125, lancée le 11 mai 2009 : 5e et dernière mission de maintenance du télescope spatial Hubble.

## Filmographie
Michael Massimino apparaît dans plusieurs épisodes de la série américaine The Big Bang Theory comme guest star.
| Année     | Titre                  | Rôle     | Épisodes |
| --------- | ---------------------- | -------- | --- |
| 2011–2015 | The Big Bang Theory    | Lui-même | Le Contrat d'amitié (saison 5, épisode 15) Un mariage express (saison 5, épisode 24) Les Fluctuations du découplement (saison 6, épisode 2) La Minimisation du retour (saison 6, épisode 4) The Table Polarization (saison 7, épisode 16) The First Pitch Insufficiency (saison 8, épisode 3) |
| 2020      | Away (série télévisée) | Lui-même | (saison 1, épisode 1), il répond à une interview à la télévision |